# Вашингтон (Северна Каролина)
Вашингтон (енгл. Washington) град је у америчкој савезној држави Северна Каролина.

## Демографија
По попису из 2010. године број становника је 9.744, што је 161 (1,7%) становника више него 2000. године.
| Група             | 2000.         | 2010.         |
| Белци             | 4.838 (50,5%) | 4.599 (47,2%) |
| Афроамериканци    | 4.360 (45,5%) | 4.433 (45,5%) |
| Азијати           | 47 (0,5%)     | 51 (0,5%)     |
| Хиспаноамериканци | 261 (2,7%)    | 538 (5,5%)    |
| Укупно            | 9.583         | 9.744         |